# Bagyan
Bagyan (szlovákul: Baďan) község Szlovákiában, a Besztercebányai kerületben, a Selmecbányai járásban.

## Fekvése
Selmecbányától 18 km-re délnyugatra fekszik.
Nyugatról Hontalmás, északról Bacsófalva, keletről Béld, délről Ledény községekkel határos.
Bagyan 15,0911 km²-es területe két kataszteri területre oszlik:
- Bagyan (Baďan) – 8,3621 km²
- Kalászi (Klastava) – 6,7290 km²

## Története
1245-ben "villa Badan" néven említik először. Kezdetben az esztergomi érsekség birtoka, melynek a falu tizedet fizetett. Később IV. Béla a bozóki apátságnak adta. A 14. századtól a 19. századig különböző nemesi családok birtokolták. A 16. századtól a település állandó török fenyegetettségben élt. 1715-ben malma, kúriája és 20 háztartása volt. 1828-ban 46 házában 279 lakos élt. Lakói főként mezőgazdasággal és állattartással foglalkoztak.
Vályi András szerint "BAGYÁN. v. Bagyon. Tót falu Hont Vármegyében, birtokos Ura Zsemberg Uraság, lakosai katolikusok, fekszik Prentsfalvátol, mellynek filiája nem meszsze. Nevezetesíti e’ helyet Valaszki Pál Úrnak itten lett születése, a’ ki a’ Magyar Litteraturáról tett jeles munkájával magának szép hírt, és érdemet szerzett; termő földgye soványas: de fája mind a’ két féle elég, nem külömben legelője is, szőlő hegye nintsen, de e’ fogyatkozását helyre hozza Selmetzhez való szomszédsága, melly töle ugyan távolka fekszik; de vagyonnyait ottan jól eladhattyák, melly okból második Osztálybéli."
Fényes Elek szerint "Bagyon, tót falu, Honth vgyében, Selmecztől délre 2 mfd., 23 kath., 245 evang. lak. Földje kősziklás és sovány, de fenyves, bikkes, nyirjes erdeje szép. Evang. templom. F. u. Zsembery fam. – Itt született Valaszky Pál nevezetes tudós."
A trianoni békeszerződésig Hont vármegye Báti járásához tartozott. A község mezőgazdasági jellege továbbra is megmaradt, lakóinak egy része Selmecbánya üzemeiben dolgozik.
1971-ben Kalászi községet Bagyanhoz csatolták.

## Népessége
| Év:            | 1994. | 2004.   | 2014.   | 2024.    |
| -------------- | ----- | ------- | ------- | -------- |
| Emberek száma: | 230   | 222     | 203     | 148      |
| Eltérés:       |       | -3,47 % | -8,55 % | -27,09 % |

| Év:            | 2023. | 2024.   |
| -------------- | ----- | ------- |
| Emberek száma: | 149   | 148     |
| Eltérés:       |       | -0,67 % |

1900-ban Bagyan 242 lakosából 235 szlovák, 4 magyar és 3 német; ebből 209 evangélikus, 29 római katolikus és 4 zsidó vallású. Kalászi 98 lakosából 96 szlovák és 2 magyar; ebből 90 evangélikus és 8 római katolikus vallású.
1910-ben 235, túlnyomórészt szlovák lakosa volt Bagyannak.
2001-ben 224 lakosából 216 szlovák volt.
2011-ben 217 lakosából 152 szlovák.

## Híres személyek
- Itt született 1742-ben Wallaszky Pál irodalomtörténész, evangélikus lelkipásztor.

## Nevezetességei
- Evangélikus temploma 1685-ben épült késő reneszánsz stílusban, a 19. század elején átépítették.